# Pterolophia fortescapa
Pterolophia fortescapa är en skalbaggsart som beskrevs av Stefan von Breuning 1961. Pterolophia fortescapa ingår i släktet Pterolophia och familjen långhorningar. Inga underarter finns listade i Catalogue of Life.